# Альвизе
Альви́зе (итал. Alvise, тж. Alvixe, Alvyse, Alvize), также Альви́зо, Альви́зио или Эльви́зио (итал. Alviso, Alvisio, Elvisio) — итальянское личное имя, исторически наиболее распространённое на территории Венецианской республики.
Среди родственных имён — общеитальянское и испанское имя Алоисио, Алоис (в Великобритании, Германии, Польше и Франции), Алоиз и Алоизий (в Германии, Польше и Чехии), Алайош (в Венгрии); вероятно, также английское Элвис..
Имеет германское происхождение через латинизацию Aloisius. По наиболее распространённой версии, восходит к старофранкского имени Chlodowig/Hludwig со значением «славный в битве»; существует также более прямая, но менее подтверждённая версия, возводящая его, как и родственные имена к древне-верхненемецкому Alwis или норвежскому Alvíss со значением «весьма мудрый, всезнающий».
Имя Альвизе носило множество известных деятелей Венеции, среди них семь венецианских дожей, в том числе четыре дожа из рода Мочениго. Именем Альвизе в Венеции также называют двух католических святых — короля Франции Людовика IX Святого, к дате гибели которого в 1270 году (25 августа) привязан день этого имени, и тулузского епископа Людовика Анжуйского, памяти которого в Венеции с конца XIV века посвящена церковь Сант-Альвизе.